# ليانغ لي
ليانغ لي (بالصينية: 梁磊) هو مصارع هاوي ومدرس صيني، ولد في 1982 في تاي يوان في الصين.

## وصلات خارجية
- ليانغ لي على موقع قاعدة بيانات المصارعة الدولية (الإنجليزية)
- ليانغ لي على موقع اللجنة الأولمبية الدولية (الإنجليزية)
- ليانغ لي على موقع أوليمبيديا (الإنجليزية)